# Frédéric Jouve
 (avril 2023).
L'article doit être relu — et modifié si nécessaire — par des contributeurs indépendants pour apporter un regard critique aux contributions effectuées en violation des conditions d'utilisation de Wikipédia, tant sur la forme (notamment concernant le style encyclopédique, la proportionnalité) que sur le fond (la neutralité de point de vue, la qualité et l'indépendance des sources).
Frédéric Jouve, né le 4 décembre 1962 à São Paulo, est un entrepreneur franco-brésilien, responsable de communication et de médias, dirigeant de club sportif, producteur et réalisateur de contenus audiovisuels.
Il a été directeur de l’antenne de RTL1 (1994) puis de RTL2 (1995-2000), directeur des opérations spéciales de France Télévisions (2000-2005), directeur des programmes de RTL (2005-2010), et directeur des programmes et de la musique de France Bleu (2019-2022/ groupe Radio France). Il conseille des entreprises et notamment Sud Radio en tant que directeur des programmes et du digital.
En 2012, il réalise le film documentaire d’exploration extrême L’Allée des Glaces, une aventure maritime qui le mène à traverser l’Océan Arctique en voilier depuis le Spitzberg (archipel du Svalbard – Norvège) jusqu’à la côte nord-est du Groenland.

## Biographie
En 1981, Il co-fonde la radio Mistral FM et crée l'émission Hit des FM.[Quand ?] En 1988, il est nommé adjoint au directeur des programmes de Radio Monte Carlo . Il est ensuite nommé adjoint au directeur des programmes du réseau national Chic FM[Quand ?] qui devient Fun Radio en 1988. Il anime la tranche prime-time de la matinale (6h-9h) en duo avec Julien Coubert (sous le pseudo Mamel Gibson à l’époque) et se voit confier la tranche prime-time de la station (17h-19h) pour installer l’émission MaxiFun sous le pseudo de Djoovy.
En 1989, il remplace Alexandre Debanne à NRJ. En 1992, il rejoint la nouvelle radio M40 (anciennement Maxximum). Sous le pseudo Djoovy, il anime le 9h-13h et l’America Weekly Top 40 en duo avec l’animateur Rick Dees. Il est ensuite nommé adjoint au directeur de l’antenne Dominique Duforest. En 1994, il est nommé directeur de l’antenne de RTL1 qui prend la place de M40 à la suite du rachat à 100 % du réseau par le groupe RTL. Il écrit alors «La bible» du nouveau format de RTL1 puis celle de RTL2. Il met en place les tout premiers Concert très très privé de RTL2 au Réservoir. Il quitte RTL2 en 2000.
En 2000, il rejoint le membre du comité de direction de France Télévisions Publicité et crée et dirige le département des opérations spéciales chargé de la production, du sponsoring/parrainage et des programmes courts.
Il est rappelé par le groupe RTL qui le nomme délégué aux programmes en mai 2006 puis directeur des programmes en octobre 2006,, et participe à la création de la nouvelle grille. Il place Cyril Hanouna en duo avec Jean-Pierre Foucault dans l'émission La Bonne touche,. Il engage Patrick Sébastien pour la saison 2008 de Vos plus belles années en duo avec Rémy Castillo. Il quitte RTL en 2011[réf. nécessaire]>.
Passionné par la mer et la navigation, il crée et dirige la société de production KissTheSea Productions. En 2012, il réalise le film documentaire d’exploration extrême L’Allée des Glaces, une aventure maritime de 52 minutes qui le mène à travers l’Océan glacial arctique en voilier depuis le Spitzberg (archipel du Svalbard – Norvège) jusqu’à la côte nord-est du Groenland. Le skipper polaire Olivier Pitras dirige cette expédition à bord de son voilier Southern Star (précédemment Southern Cross).
En 2014, il est nommé directeur général, puis vice-président, puis président-directeur général du club de basket professionnel Antibes SHARKS Côte d’Azur, qui vient tout juste d’être relégué en Pro B (2e division). Lors de la saison 2015-2016, les Sharks d'Antibes gagnent les playoffs de remontée en Pro A, la 1re Leaders Cup, et obtiennent le label bronze de la Ligue nationale de basket. Son centre de formation se classe dans le top 3 des meilleurs centres de formations en France, et 2 de ses joueurs majeurs sont draftés par la NBA (Timothé Luwawu Cabarrot et Isaïa Cordinie). Il quitte les Sharks d'Antibes en 2018,,.
En juin 2019, il est recruté par le groupe Radio France en tant que directeur des programmes et de la musique du réseau France Bleu,. Il lance l'émission Planète Liza présentée par Bixente Lizarazu.
En août 2022, il devient directeur des programmes de Sud Radio.

## Publications
- Frédéric Jouve et Eveline Bouillon, Développer ses talents et sa créativité, Hachette Pratique, 2012, 320 p. (ISBN 978-2012306769)